# Karin Rodrigues
Karin Rodrigues, född 8 november 1971 i São Paulo, är en brasiliansk tidigare volleybollspelare (center).
Rodrigues blev olympisk bronsmedaljör i volleyboll vid sommarspelen 2000 i Sydney.

## Klubbar[2]
| År                  | Klubb                           |
| ------------------- | ------------------------------- |
| 1989/1990-1991/1992 | AA São Caetano                  |
| 1993/1994-1994/1995 | Leite Moça                      |
| 1994/1995           | Toyobo Orchis                   |
| 1995/1996           | Deportivo Jaamsa                |
| 1995/1996-1998/1999 | Leite Moça                      |
| 1999/2000           | Rexona/Curitiba                 |
| 2000/2001           | MRV/Minas                       |
| 2001/2002           | Rexona/Curitiba                 |
| 2001/2002-2002/2003 | Automóvel Clube de Campos       |
| 2003/2004           | Universidad de Burgos           |
| 2004/2005           | Hotel Cantur Las Palmas         |
| 2005/2006           | AA São Caetano                  |
| 2007/2008           | Brasil Telecom/Brusque          |
| 2008/2009           | Sociedade Esportiva Bandeirante |